# Муригінське міське поселення
Мури́гінське міське поселення (рос. Мурыгинское городское поселение) — адміністративна одиниця у складі Юр'янського району Кіровської області Росії. Адміністративний центр поселення та єдиний населений пункт — селище міського типу Муригіно.

## Історія
Поселення було утворене згідно із законом Кіровської області від 7 грудня 2004 року № 284-ЗО у рамках муніципальної реформи.

## Населення
Населення поселення становить 7373 особи (2017; 7437 у 2016, 7449 у 2015, 7471 у 2014, 7534 у 2013, 7630 у 2012, 7665 у 2010, 8246 у 2002).